# عندية
العندية فرقة من السوفسطائية ينكرون ثبوت الحقائق ويزعمون أنها تابعة للاعتقادات. وهم الذين يقولون بإن حقائق الأشياء تابعة للاعتقادات، حتى إن اعتقدنا الشيء جوهرا فجوهر، أو عرضا فعرض، أو قديما فقديم، أو حادثاً فحادث. وهي نسبة إلى عند، ظرف المكان والزمان.